# Blockhaus

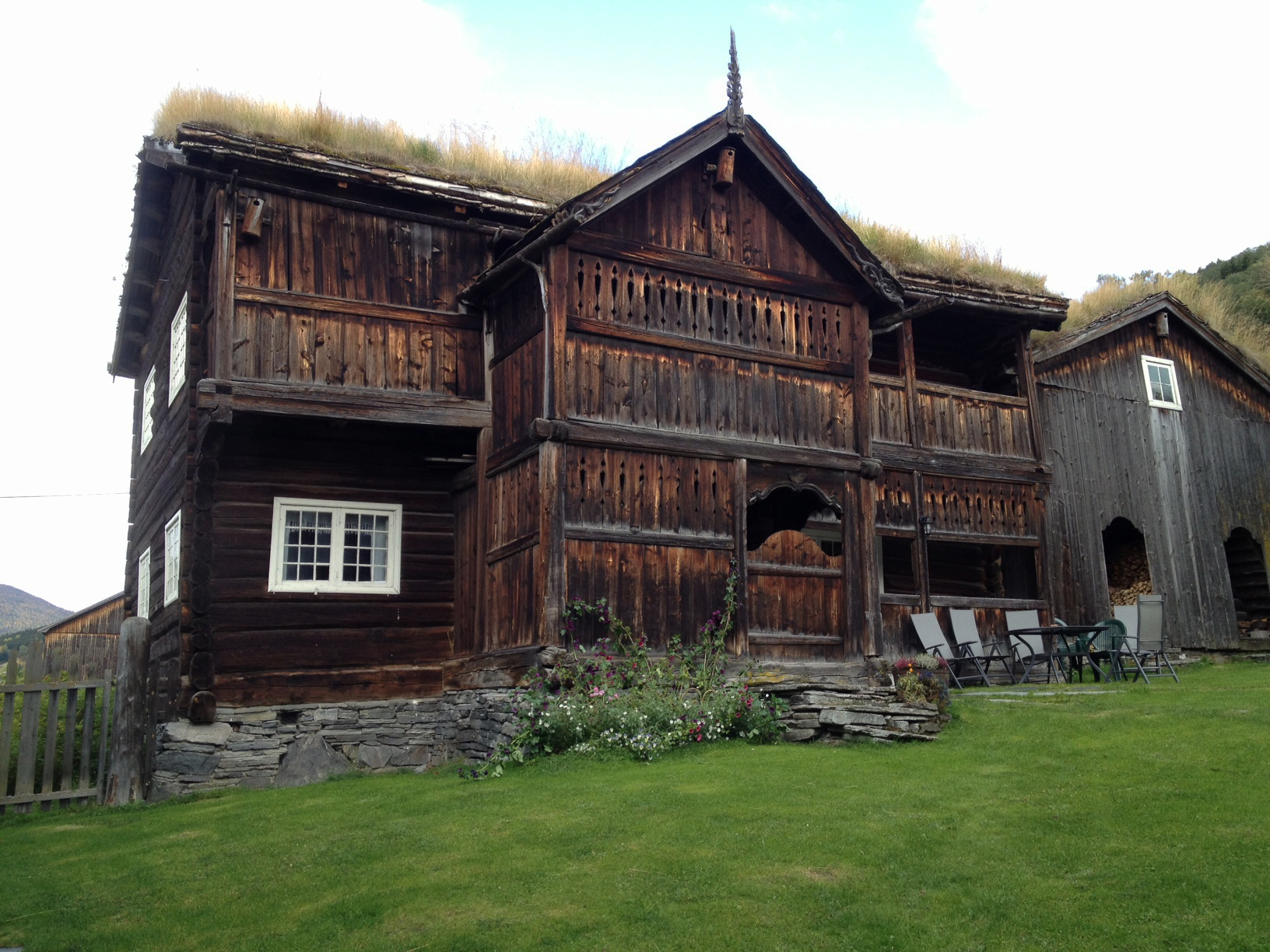
Blockhaus del XVII secolo a Heidal in Norvegia

Con il termine tedesco Blockhaus (in inglese Blockhouse) si intende un tipo di abitazione a pianta rettangolare circondata da pareti in legno costruite con travi impilate secondo la tecnica chiamata "a blinde" (o Blockbau).

## Origini
Le prime case con questo metodo di costruzione si trovano in Europa già nel tardo Neolitico nella prima metà del 3° millennio a.C. 2880 e 2505 a.C., in Germania sul lago Federsee, che ospitava insediamenti palafitticoli.
Presumibilmente per la abbondanza di alberi a fusto diritto come gli abeti, case di tronchi artigianali sono state costruite per secoli in Scandinavia e nelle aree ugro-finniche come la Carelia, la Lapponia e le parti orientali della Finlandia. Anche in Scandinavia, Russia,  ed Europa orientale, e sono stati tipicamente costruiti usando solo un'ascia, un coltello e uno scriba di tronco.
In Italia è documentato  il metodo blockbau nel II-I secolo a.C. nelle costruzioni lignee del piano di Lucca, dove fioriva la colonizzazione romana. Un esempio di questa tecnica è descritto da Vitruvio per illustrare una torre di difesa di un castello, attaccato da legionari di Giulio Cesare sulle Alpi: "erat autem ante eius castelli portam turris ex hac materia alternis trabibus transversis uti pyra inter se composita alte, uti possent de summo sudibus et lapidibus accedentes repellere".Vitruvio definisce la tecnica in questione "alternis trabibus transversis", certificandone la diffusione anche nelle Alpi in epoca romana.

## Descrizione

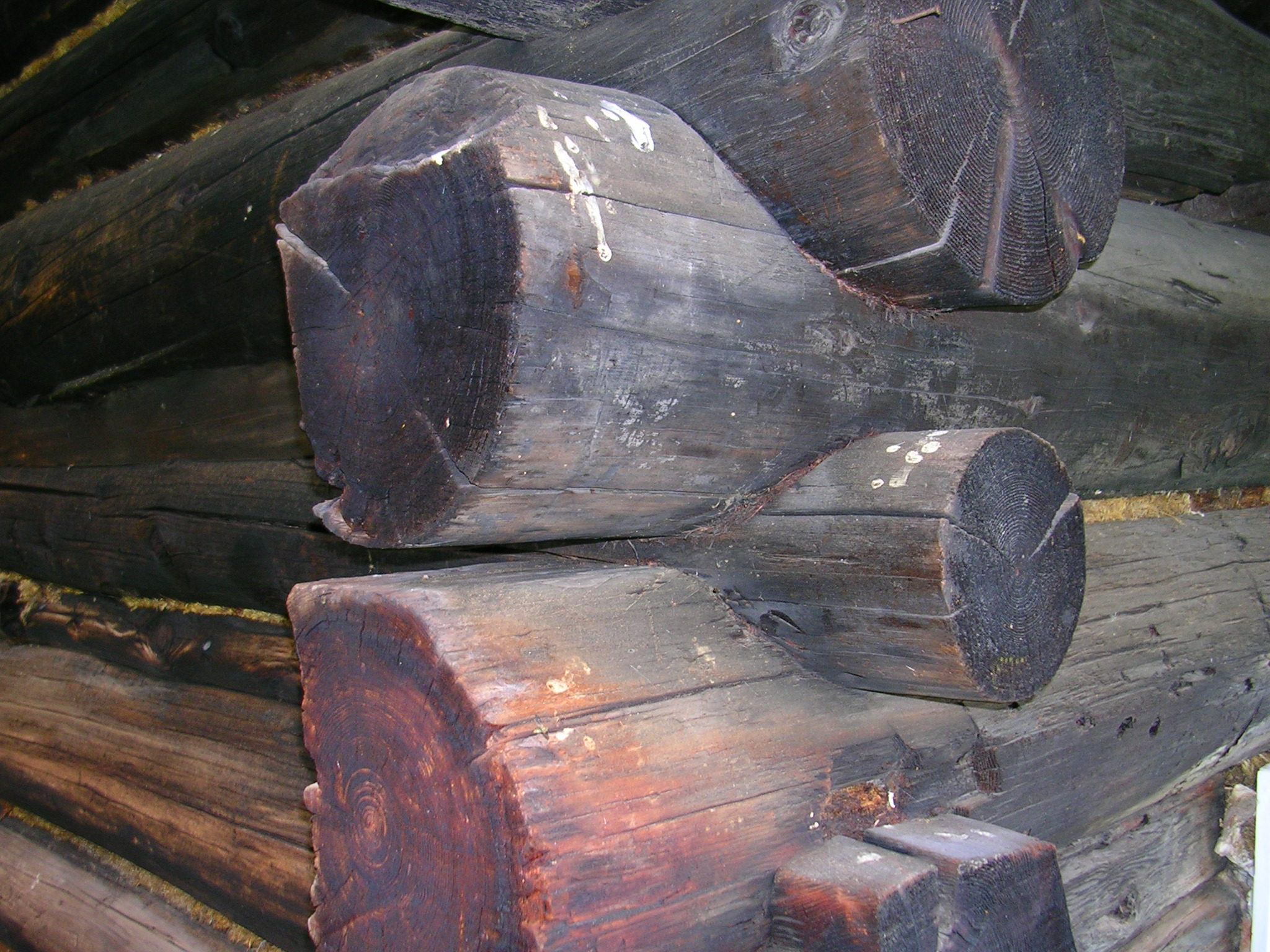
Esempio di costruzione di un Blockhaus

Per la costruzione di un Blockhaus si sfrutta una tecnica chiamata a blinde (in tedesco Blockbau) caratterizzata dall'utilizzo di tronchi, tondi o squadrati, sovrapposti e stabilizzati tra di loro. La particolarità di questi edifici è che non possono essere ampliati in un secondo momento a causa dei limiti strutturali delle travi orizzontali. I tetti, talvolta in legno, pietra o addirittura in erba, sono piuttosto sporgenti rispetto agli angoli, per proteggere le pareti della casa. Questa tipologia costruttiva è diffusa lungo tutto l'arco alpino, in particolare nell'architettura walser.

## Etimologia
Il termine "blockhaus" è di origine incerta, forse legata all'olandese medio blokhus e al francese del XVIII secolo blocus.

## Utilizzo

### Ambito civile

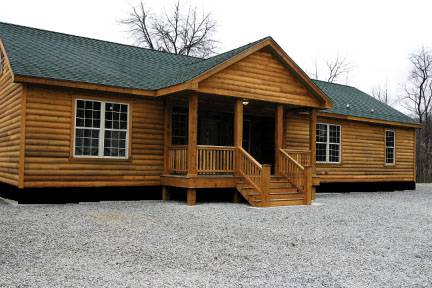
Esempio di moderna struttura in stile Blockhaus

Ora, nella costruzione di Blockhaus moderni, agli elementi portanti di forma tondeggiante viene sostituita quella a forma squadrata (molto più pratica e funzionale). Le pareti perimetrali sono solitamente collegate tra di loro mediante incastri angolari specifici (a mezzo legno, coda di rondine, a calice o altre tipologie di tenoni-mortase) e con ferramenta di supporto (viti, bulloni e piastre annegate nella struttura). Anche le fondamenta sono collegate direttamente al calcestruzzo in modo tale da irrobustirne la solidità strutturale e da isolarle dal terreno.
Attualmente la tecnica a blinde viene spesso adottata per realizzare abitazioni ecologiche che, pur possedendo un ottimo isolamento e risparmio energetico, si distinguono per il fatto di essere costruite principalmente in materiale ligneo. Un esempio su tutti è il progetto per la costruzione di una chiesa in stile Blockhaus iniziato nell'ottobre 1999.

### Ambito militare

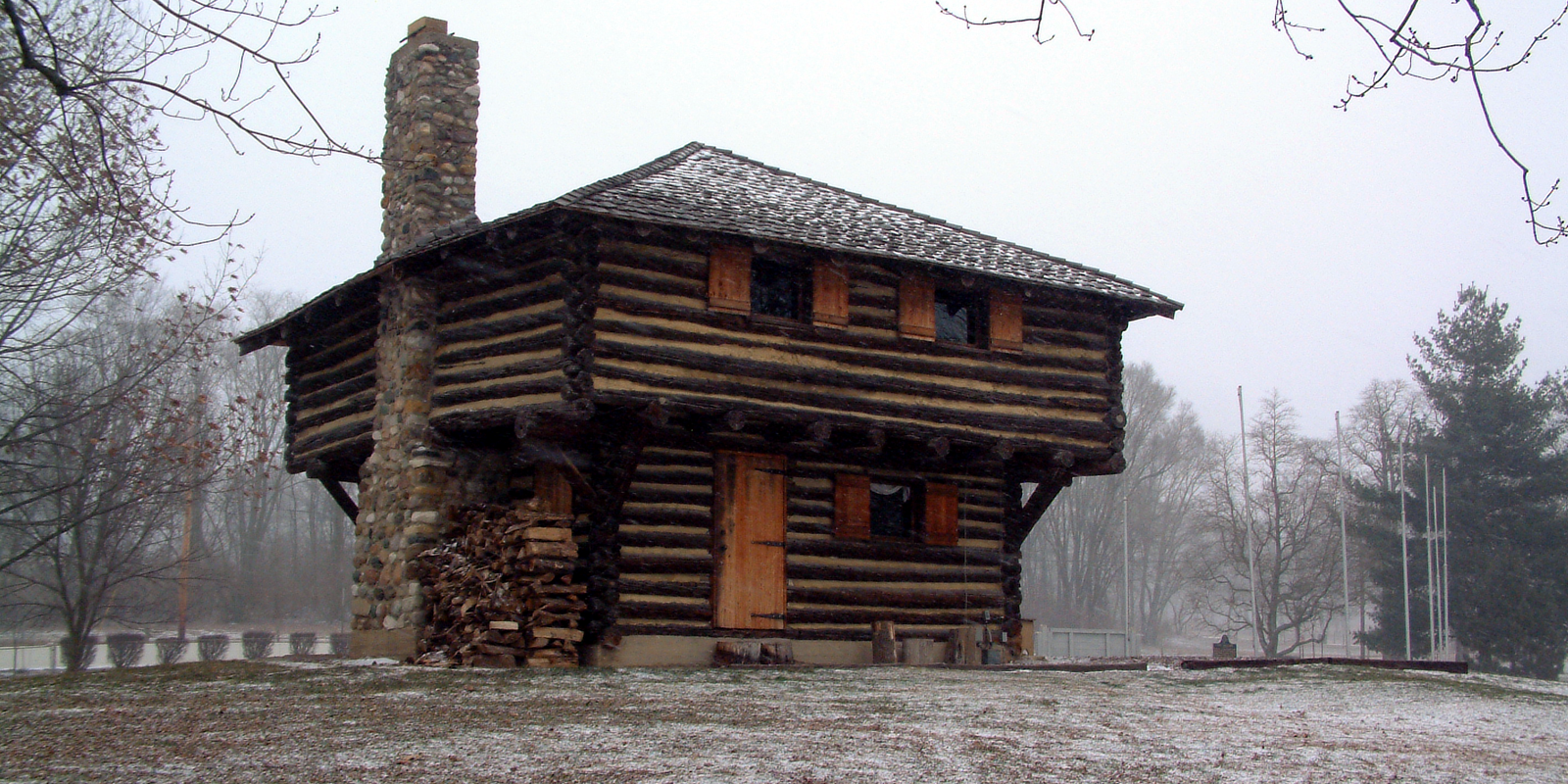
Un Blockhaus di tipo militare del 1717 in Indiana

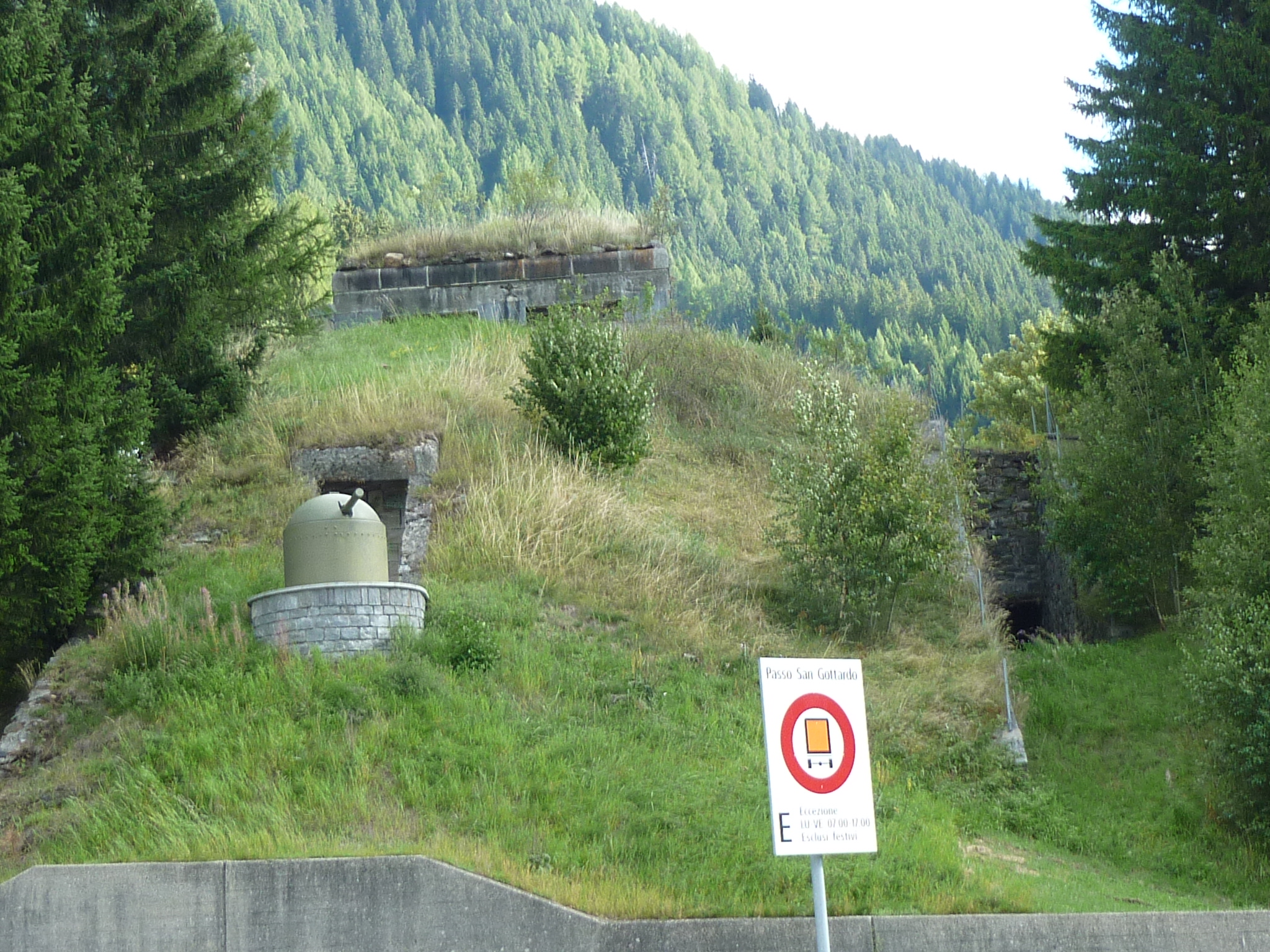
Moderna versione di un Blockhaus presso l'ingresso del galleria ferroviaria del San Gottardo a Airolo, Svizzera

In ambito militare il termine è stato utilizzato per descrivere una piccola opera di difesa fatta di tronchi di legno (anche se negli anni seguenti il legno perse la sua funzione strategica). La struttura difensiva era poi circondata da un fossato a protezione delle persone occupanti o del materiale presente. Le prime strutture così siffatte sono risalenti alla guerra d'indipendenza americana, ovvero al 1778.
Durante la prima guerra mondiale e la seconda guerra mondiale, molti tipi di blockhaus furono costruiti, e quando il tempo lo consentiva di solito in cemento armato. La differenza principale tra un blockhaus e un bunker è che un bunker è costruito principalmente sotto il livello del suolo mentre un blockhaus è costruito soprattutto al di sopra del livello del suolo.
Alcuni blockhaus, come quelli costruiti in Inghilterra nel 1940, furono costruiti in previsione di un'invasione tedesca; spesso erano esagonali e chiamati pillboxes. Furono costruite circa 28.000 pillbox e altri tipi di fortificazioni, di cui circa 6.500 sopravvivono ancora.